# منتخب تايلاند لسباعيات الرغبي للسيدات
منتخب تايلاند لسباعيات الرغبي للسيدات هو ممثل تايلاند الرسمي في المنافسات الدولية في سباعيات الرغبي للسيدات .